# Isszai járás
Az Isszai járás (oroszul Иссинский район) Oroszország egyik járása a Penzai területen. Székhelye Issza.

## Népesség
- 1989-ben 14 746 lakosa volt.
- 2002-ben 12 611 lakosa volt, melynek 97%-a orosz, 2%-a mordvin.
- 2010-ben 11 157 lakosa volt, melynek 89,8%-a orosz, 5,5%-a tatár, 1,5%-a mordvin.